# Anastasios Metaxas
Anastasios Metaxas (27 de fevereiro de 1862 - 28 de janeiro de 1937) foi um arquiteto e atirador grego.
Foi medalhista de prata no tiro nos Jogos Olímpicos Intercalados de 1906 na categoria Fossa Olímpica Duplo; foi medalhista de bronze nos Jogos Olímpicos de Verão de 1908 no tiro fossa olímpica, acertando 57 de 80 tentativas e dividindo a medalha com o britânico Alexander Maunder.
Após a sua aposentadoria, aos 50 anos, tornou-se político até o falecimento em 1937, aos 74 anos.

## Obras arquitetônicas

Catedral de Santo André, Patras
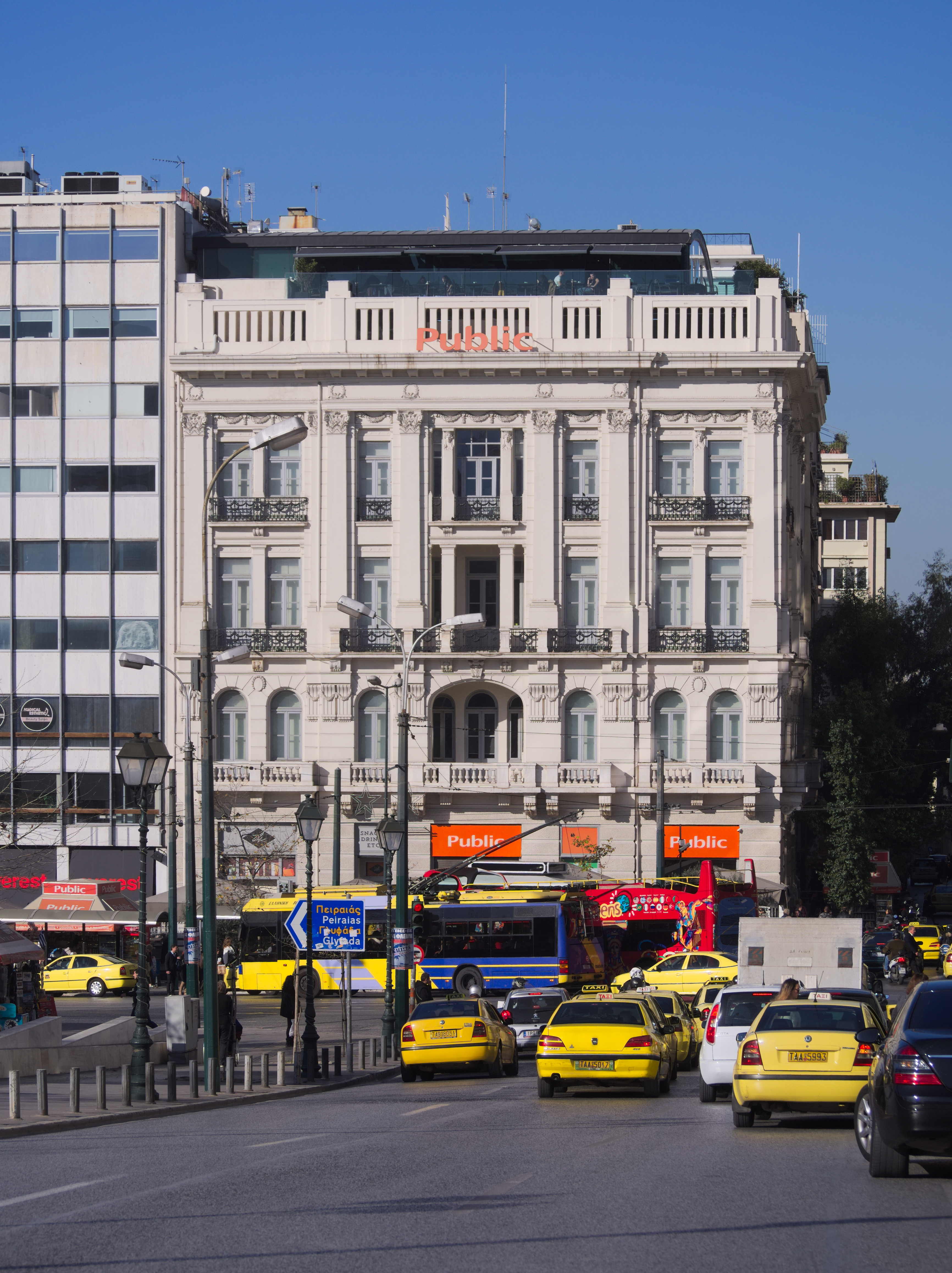
Mansão Pallis, Praça Syntagma
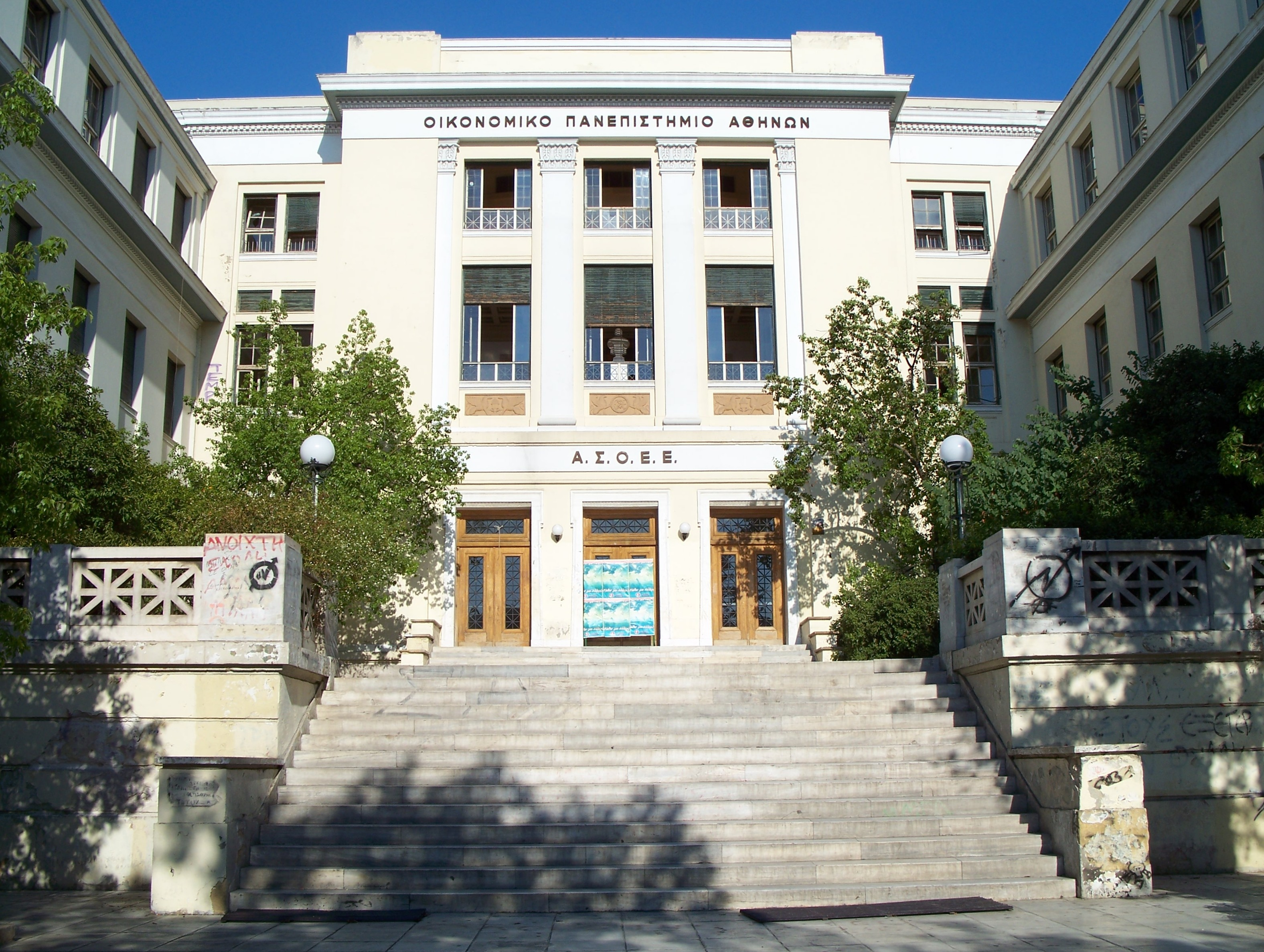
Edifício principal da ASOEE
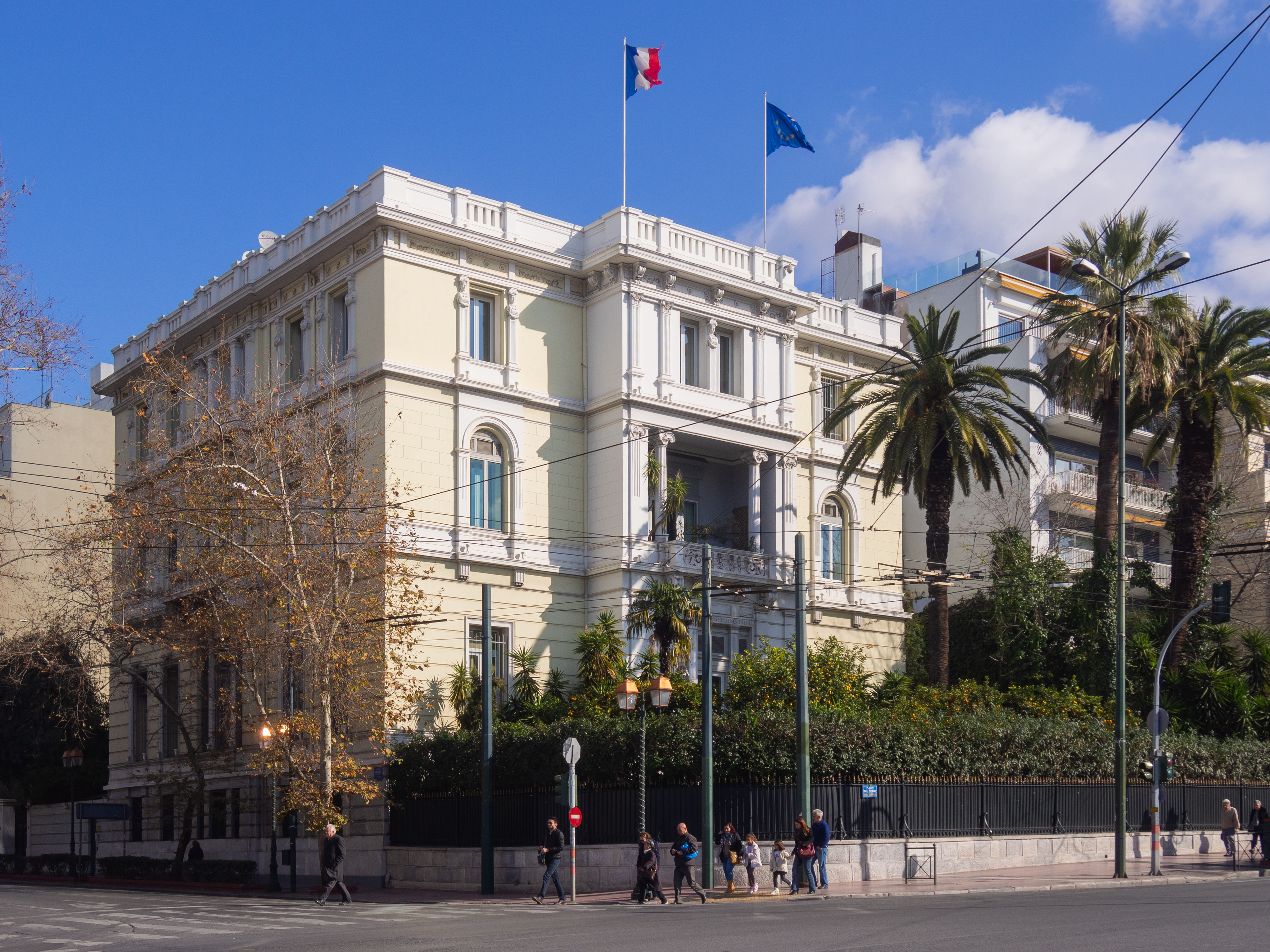
Embaixada da França, Atenas
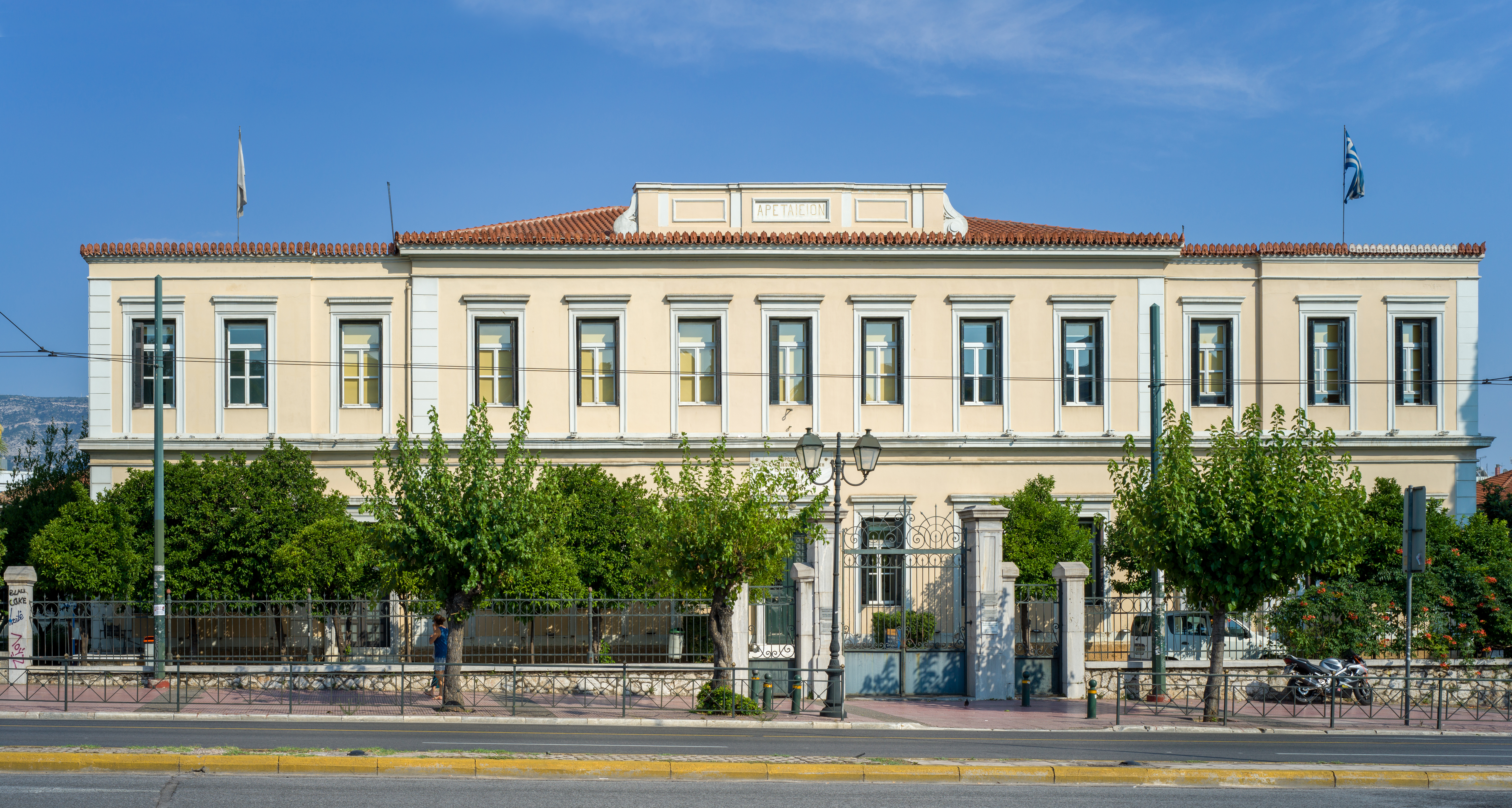
Hospital Aretaião
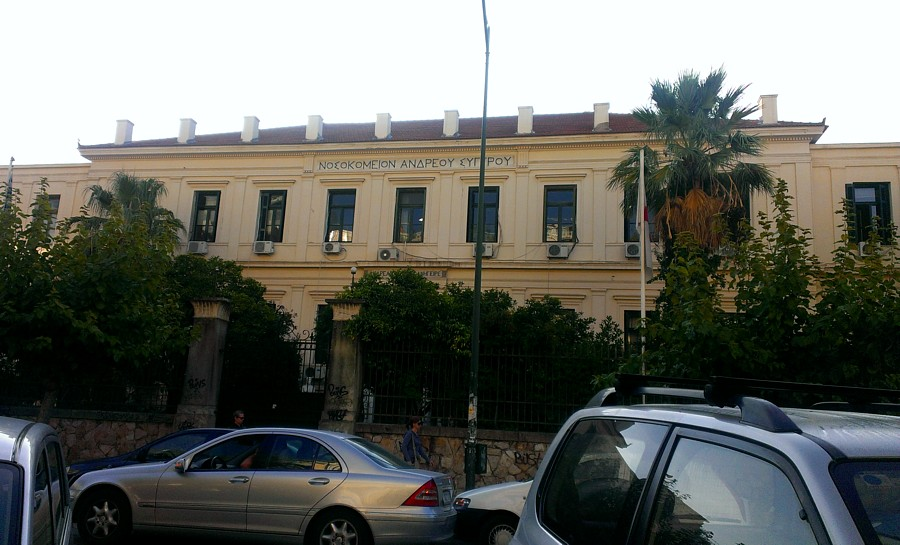
Hospital Syggros